# Adrien Favre
Pour les articles homonymes, voir Favre.
Adrien Favre-Bulle (né le 14 mai 1905 à La Chaux-de-Fonds et décédé le 25 janvier 1992 dans la même ville, originaire du Locle) était un homme politique suisse, membre du Parti radical-démocratique.

## Biographie
Adrien Favre est diplômé de l'école de commerce de La Chaux-de-Fonds, puis en 1925 de la Faculté d'économie de l'Université de Neuchâtel. Il a ensuite travaillé comme auditeur à La Chaux-de-Fonds, secrétaire permanent et, de 1932 à 1945, responsable des cours de l'Association commerciale suisse, puis vice-président de l'association. De 1945 à 1948, il a travaillé comme directeur commercial de l'usine de boîtes de montres Junod & Cie.
Membre du Parti radical-démocratique, Adrien Favre siège au conseil général de La Chaux-de-Fonds de 1948 à 1968. Il a également été membre du Grand Conseil du canton de Neuchâtel de 1949 à 1969, et l'a présidé en 1958. Aux élections fédérales suisses de 1955, il a été élu au Conseil national, auquel il a appartenu jusqu'en 1971.